# Karel Pawlík
Karel Pawlík, též Karel Pavlík (12. března 1849, Klatovy – 7. září 1914, Praha), byl český gynekolog a porodník, jeden ze zakladatelů českého porodnictví.

## Život

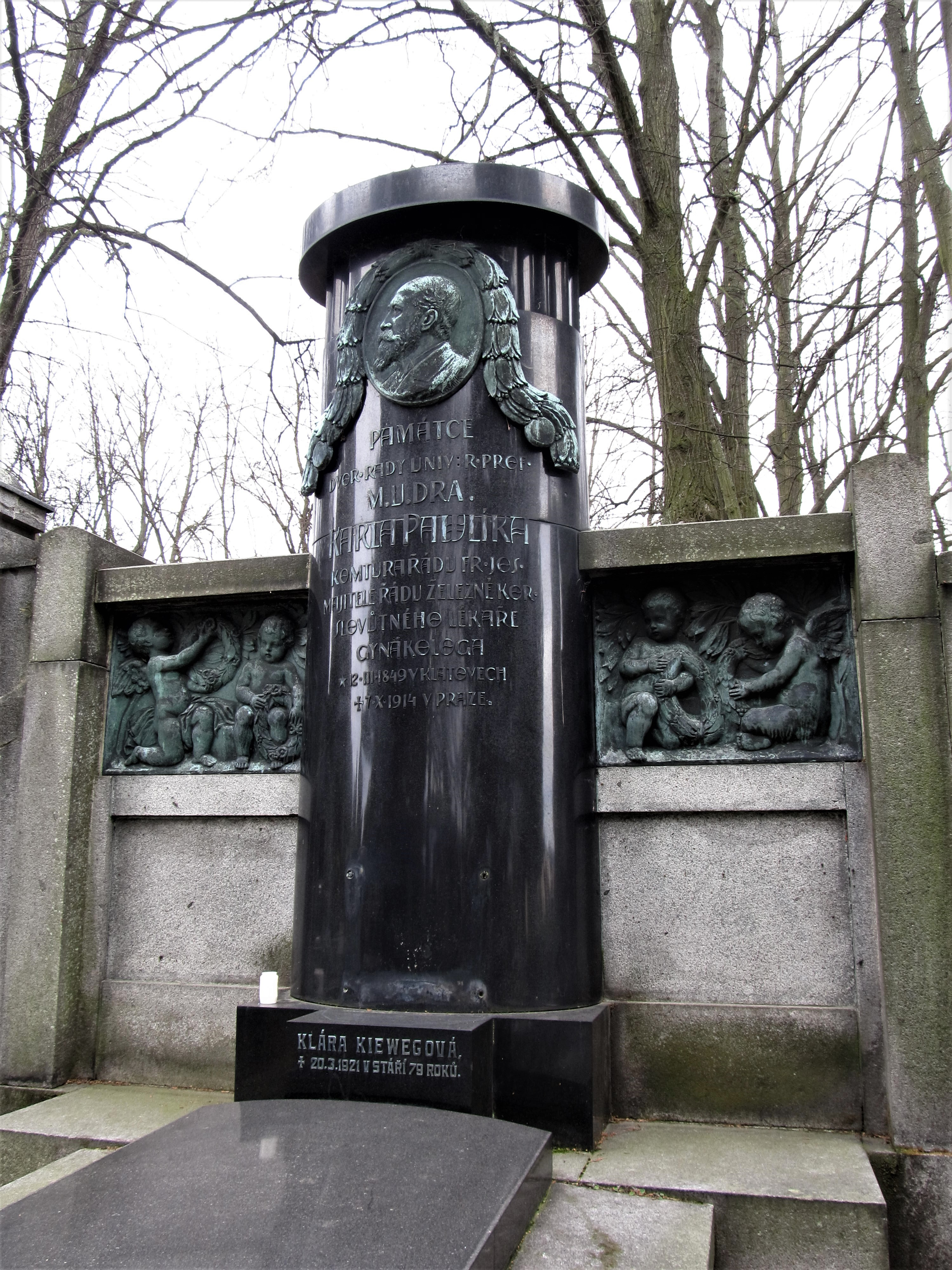
Hrobka Karla Pawlíka v Klatovech

Promoval v roce 1873 na Vídeňské univerzitě. Po dokončení studií nastoupil jako asistent na porodnickou a gynekologickou kliniku. Působil na univerzitách ve Vídni a Praze. V roce 1887 byl jmenován řádným profesorem a přednostou I. pražské gynekologické a porodnické kliniky, kde působil až do roku 1913.
Vynalezl vlastní metodu cévkování močovodů, jako první na světě provedl extirpaci močového měchýře. Zavedl též palpaci obsahu děložní dutiny, která je po něm pojmenována Pawlikův hmat.
Byl celosvětově uznávaným průkopníkem urogynekologie, ve svém oboru zavedl vlastní operační a vyšetřovací postupy. Za svůj život získal řadu vyznamenání, získal též titul dvorního rady. Publikoval také lékařská díla v němčině, francouzštině a angličtině.